# Marjan Krajcer-Vitez
Marjan Krajcer-Vitez (Maribor, 10. siječnja 1949.) je hrvatski književnik. Piše romane, kratke priče i napisao je jedan igrokaz.
Rodio se je u Mariboru. U Čakovcu je išao u osnovnu školu i gimnaziju. Studirao je u Zagrebu gdje je diplomirao ekonomiju na Fakultetu ekonomskih znanosti. 
Radio je u nekoliko poduzeća, bio samostalni poduzetnik, a zadnej desetljeće bavi se pisanjem.
Njegov roman Nikola Zrinski–Tatarska strijela / Nikola Zrinski – Sablasti iz močvare 9. je najčitaniji roman u Hrvatskoj listopada 2012. prema Hrvatskom knjižničarskom društvu.

## Djela
- romani
- Svečanost u starom dvorcu, kriminalistički roman
- Nikola Zrinski – Tatarska strijela, povijesni ratni akcijski roman
- Zmija u kavezu, pustolovni roman
- Nikola Zrinski – Sablasti iz močvare, povijesna akcijska napetica
- Stiletto – špijunska igra, špijunski roman (neobjavljen)
- Nikola Zrinski – Tajna kuršanečkog luga (u pripremi)
- Oko mrtvaca, pustolovna napetica (u pripremi)
- Mlinareva kći, etno napetica (u pripremi)

- kratke priče
- Zeleni ubojica (neobjavljena)
- Oprostite gospodaru (neobjavljena)
- Vrata sudbine (neobjavljena)
- Mrtvačev vrt, horor-priča (u pripremi)
- Ukleti čembalo, horor-priča (u pripremi)

- igrokaz
- Noć prije lova (neobjavljen)